# .xyz
.xyz — домен верхнего уровня. Он был предложен в рамках программы новых доменов верхнего уровня общего назначения ICANN и стал доступен широкой публике 2 июня 2014 года. Регистраторами домена являются XYZ.COM и CentralNic.
В ноябре 2015 года .xyz достиг 1,5 миллионов регистраций доменных имён, что могло быть вызвано решением Google использовать адрес abc.xyz для корпоративного сайта Alphabet Inc., ставшей первой крупной корпорацией, использующей этот домен. Однако такие регистраторы доменов, как Verisign, заявили, что регистратор Network Solutions раздал сотни тысяч этих доменов, по умолчанию привязывая их к аккаунтам клиентов.
К январю 2016 года .xyz поднялся на шестое место по количеству регистраций среди всех доменных имён Интернета. К июню 2016 года он стал четвёртым после .com, .net и .org.
1 июня 2017 года .XYZ запустил домены .xyz класса 1.111B. Это недорогие домены по цене 0,99 доллара США в год, которые продлеваются по той же цене. Это 6-значные, 7-значные, 8-значные и 9-значные числовые комбинации в диапазоне от 000000.xyz до 999999999.xyz. Даниэль Негари, генеральный директор .XYZ, сказал, что это сделано для того, чтобы на рынке появились конкуренция, выбор и инновации.
Этот домен использует сайт hooli.xyz из телесериала «Кремниевая долина».

## Проблемы
В 2023 году Рабочая группа по борьбе с фишингом заявила, что доменные имена .xyz и .shop входят в топ-5 по количеству вредоносных регистраций доменов. Из-за этих случаев заражения вредоносным ПО, мошенничества и фишинга многие поставщики средств защиты от вредоносных программ вносят в чёрный список многие или все домены .xyz.